# Пчёлкин, Вадим Александрович
Вадим Александрович Пчёлкин (род. 7 ноября 1972 года, Ленинград) — российский хоровой дирижёр, педагог. Основатель и руководитель Хора мальчиков Санкт-Петербурга (с 1992 года). 
Окончил с отличием Хоровое училище имени М. И. Глинки (1991), Санкт-Петербургскую консерваторию (1996, класс профессора Е. П. Кудрявцевой).
Член президиума Всероссийского Хорового Общества (ВХО), член правления Союза Концертных Деятелей Санкт-Петербурга, В 2006—2008 — хормейстер Государственной Академической Капеллы Санкт-Петербурга. Заслуженный работник культуры Российской Федерации (2018)
Удостоен 23 апреля 2008 года Благодарности Законодательного Собрания Санкт-Петербурга за существенный личный вклад в развитие дополнительного образования детей в Санкт-Петербурге и многолетнюю успешную профессиональную деятельность.

## Хоровая студия мальчиков и юношей  под управлением Вадима Пчёлкина
Хоровая студия была основана Вадимом Пчёлкиным в 1992 году. К 2024 году Хор мальчиков и юношей Санкт-Петербурга включает концертный хор, в котором поют свыше ста двадцати человек. Репертуар хора ежегодно пополняется новыми сочинениями, коллектив отличная высоким профессиональным исполнительским мастерством. 
Хор ежегодно гастролирует по всему миру, однако с 2020 года международная гастрольная программа коллектива была временно приостановлена в связи с пандемией коронавируса.  побывал в Голландии, Швейцарии, Франции, Германии, Великобритании, Финляндии, Англии.
Дискография хора:
- 2012 «Литургия Святого Иоанна Златоуста» — П. И. Чайковский (CD посвящён светлой памяти Е. П. Кудрявцевой)
- 2007 «Внуши, Боже, молитву мою..»
- «Knabenchor St.Petersburg»
- «Weihnachtsgeschenk»
- «Ein Gruss aus Russland»
- «Knabenchor St. Petersburg. Vol. 5»
- «Volalis»
- «Рождество с Хором Мальчиков Санкт-Петербурга»